# 黄金井為造
黄金井 為造（こがねい ためぞう、1865年8月17日（慶応元年6月26日） - 1934年（昭和9年）10月14日）は、日本の政治家、衆議院議員（1期）。

## 経歴
神奈川県出身。慶應義塾、高等商業学校、東京英和学校で学ぶ。酒造業と肥料業を営む。愛甲郡会議員、同議長、神奈川県酒造組合、同産牛馬組合各組合長、同農会長、全国酒造組合連合会会長、日本酒造組合中央会会長となる。
1910年の衆議院神奈川県郡部の補欠選挙において立憲政友会公認で立候補して当選した。衆議院議員を1期務め、1912年の第11回衆議院議員総選挙には出馬しなかった。1934年に死去した。